# پیتر سلیمانی‌پور
پیتر سلیمانی‌پور (زادهٔ ۱۳۴۷ – درگذشتهٔ ۱۸ شهریور ۱۳۹۷) آهنگساز، نویسنده، نوازنده چیره‌دست سازهای بادی و گرافیست ایرانی-روسی بود.
او از بهترین نوازندگان ساکسوفون و از موسیقی‌دانان مهم و تأثیرگذار جز و موسیقی تلفیقی و آنچه «جز ایرانی» نامیده می‌شود بود.

## زندگی‌نامه
پیتر سلیمانی‌پور در سال ۱۳۴۷ (خورشیدی) در تهران و در یک خانواده ایرانی-روسی متولد شد. او قصد داشت موسیقی را به صورت حرفه‌ای دنبال کند. اما انقلاب ۱۳۵۷ ایران مانع از آن کار شد. از سنین نوجوانی با فراگیری پیانو نزد کارمن اوسوریو و پیرو آن نوازندگی گیتار و ساز کوبه‌ای به‌طور تجربی وارد دنیای موسیقی شد.
پیتر در سال ۱۳۶۶ (خورشیدی) برای تحصیل در رشته نقاشی وارد پردیس هنرهای زیبای دانشگاه تهران شد. همزمان به فراگیری فلوت نزد احسان سامعی روی آورد. او از ابتدای دهه ۱۳۷۰ (خورشیدی) ضمن آغاز فعالیت حرفه‌ای در رشته طراحی گرافیک، نوازندگی ساکسوفون را به‌صورت تجربی آغاز کرد.
از سال ۱۳۷۳ (خورشیدی) با حضور در صحنه همراه گروه آتین قدم به عرصه موسیقی حرفه‌ای گذاشت. او نخستین کسی بود که با نواختن سازهای درامز، گیتار بیس و ساکسوفون در اجرای گروه آتین قدم در فرهنگسرای بهمن، از این سازها در یک اجرای رسمی پس از انقلاب استفاده می‌کند. در همان سال گروه موسیقی «پرسیکو کوارتت» را با همراهی علی فروردین، مهراب مقدسیان و عین‌الله کیوان‌شکوه تشکیل داد. این گروه، ترانه‌های جاز سرشناس جهان را به صورت زیرزمینی اجرا می‌کردند.
در سال ۱۳۷۶ (خورشیدی) به همراه علی فروردین، بابک ریاحی‌پور، همایون نصیری، کسرا ابراهیمی و نیما حمزه گروه موسیقی «پرسیکو هگزتت» را تشکیل داد که صرفاً به اجرای ساخته‌های سلیمانی‌پور می‌پرداختند.
در سال ۱۳۸۴ (خورشیدی) «آنسامبل پیتر سلیمانی‌پور» با همراهی افرادی چون ماهان میرعرب، پیتر آکوپ، حبیب مفتاح بوشهری، آرش پژند مقدم، دارا دارایی، آیدا نصرت، امین طاهری و میثم مروستی تشکیل داد. اجراهای این گروه از ساخته‌های خود پیتر سلیمانی‌پور بودند.

## درگذشت
پیتر سلیمانی پور آخرین بار حدود دو ماه پیش از مرگ در برنامه «شب‌های جاز» فرهنگ‌سرای نیاوران روی صحنه رفت. او بعد از تحمل دوره طولانی بیماری سرطان در ۱۸ شهریور ۱۳۹۷ در سن ۵۰ سالگی درگذشت.
مراسم وی روز پنجشنبه ۲۲ شهریورماه در کلیسای ارتدوکس روس برگزار شد و سپس در آرامستان ارتدوکس روس (گورستان دولاب) به خاک سپرده شد.
در تاریخ ۲ آذر ۱۳۹۷ در مراسم چهارمین «سال نوای موسیقی ایران» آیین یادبود «پیتر سلیمانی‌پور» در فرهنگسرای نیاوران برگزار شد و تندیس «سال نوا» به دوست وی «آزاده بابایی فرد» اهداء شد.

## فعالیت‌ها
از میان فعالیت‌های او طی سال‌های اخیر، می‌توان به سخنرانی‌های او در دانشکده موسیقی دانشگاه هنر تهران، اجراهای زنده، آهنگ‌سازی برای فیلم و ساخت بیش از ۱۵۰ قطعه موسیقی و ضبط شماری از آن‌ها اشاره کرد.

### آثار
آز آثار منتشر شده وی، می‌توان آلبوم‌های «منظومه شخصی»، «قشم، هشت روایت»، همکاری با سهیل نفیسی در آلبوم «چنگ و سرود» و همکاری با بهزاد میرخانی در آلبوم «جوانه‌ها» را نام برد.

### همکاری‌ها
سلیمانی‌پور گروه‌ها و هنرمندان متعددی را روی صحنه همراهی کرده‌است، از جمله:
- بابک امینی
- گروه‌های «آبرنگ» و «نایما» همراه حمزه یگانه[۱]
- ماهان میرعرب[۱]
- دارا دارایی[۱]
- امین طاهری[۱]
- گروه «دارکوب» به سرپرستی همایون نصیری
- گروه «رومی» به سرپرستی پدرام درخشانی
- گروه «فیه‌مافیه» به سرپرستی سعید نایب‌محمدی

او در ضبط‌های استودیویی با کیوان‌جهانشاهی، بابک بیات، کریستف رضاعی، پیمان یزدانیان، بهزاد میرخانی همکاری داشت.

### فیلم
همچنین او قطعه ای برای آخرین فیلم عباس کیارستمی با نام «۲۴ فریم» ساخته بود و چنان‌که احمد کیارستمی در صفحه اینستاگرامش نوشته، قرار بود که برای مراسم افتتاحیه فیلم در تهران دعوت شود که این اتفاق رخ نداد.